# Secession Verlag für Literatur
Der Secession Verlag für Literatur ist ein unabhängiger Schweizer Verlag mit Sitz in Zürich und einer Niederlassung in Berlin. 

## Geschichte
Der literarisch ausgerichtete Independent-Buchverlag Secession wurde 2009 von Susanne Schenzle (vormals Ammann Verlag) und Christian Ruzicska (vormals Tropen Verlag) gegründet. Im März 2013 verließ Schenzle den Verlag und gründete zwei Jahre später den Verlag Ink Press. An ihre Stelle trat der von Anfang an beteiligte Mitgesellschafter und Journalist Joachim von Zepelin (vorher außenpolitischer Korrespondent der Financial Times Deutschland). 2018 gründeten Ruzicska und von Zepelin den Secession Verlag Berlin, der 2019, 2020 und 2022 als einer von jeweils 66 unabhängigen Verlagen mit dem Deutschen Verlagspreis der Bundesbeauftragten für Kultur ausgezeichnet wurde. 2021 wurde der Verlag mit dem Großen Berliner Verlagspreis des Berliner Senats ausgezeichnet. Zum Jahresende 2021 ist Joachim von Zepelin aus persönlichen Gründen aus der Verlagsleitung ausgeschieden, um künftig wieder selbst zu schreiben und neue eigene Projekte anzugehen. Christian Ruzicska ist seither alleiniger Verlagsleiter.

## Programm
Schwerpunkt des Verlags ist Literatur internationaler zeitgenössischer Autoren, ergänzt durch Autoren vergangener Epochen.
Vorrangig publiziert der Secession Verlag Prosatexte, doch wurde mit dem Kettengedicht (Haiku) Sprechendes Wasser von Tanikawa Shuntarō und Jürg Halter im Frühjahr 2012 erstmals auch Lyrik in das Verlagsprogramm aufgenommen.
Bisher publizierte der Verlag Werke von Endo Anaconda, Nathalie Azoulai, Juan Gómez Bárcena, Garrad Conley, Emmanuelle Bayamack-Tam, Hélène Bessette, Giorgio Chiesura,  Thomas Christen, Beqë Cufaj, Marie Darrieussecq, Esther Dischereit, Deborah Feldman, Jérôme Ferrari, Christoph Geiser, Lars Gustafsson, Jürg Halter, Aref Hamza, Katja Huber, Horst Hussel, Maren Kames, Vinzenz Kokot, Armin Kratzert, Yvonne Kuschel, Serge Joncourt, Vincenzo Latronico, Primo Levi, Ludwig Lewisohn, Catherine Millet, Marian Pankowski, Mathieu Riboulet, Zyta Rudzka, Alan Rusbridger Veronika Schenk, Sabine Scholl, Gèraldine Schwarz, Manal al-Sharif, Stanisław Strasburger, Magda Szabó, Tanikawa Shuntarō, Nils Trede, Christian Uetz, Steven Uhly, Peter Zimmermann und Ruth Zylbermann.
Seinen größten Erfolg mit deutschsprachigen Autoren hatte der Verlag bislang mit dem Titel Glückskind von Steven Uhly. Dessen Verfilmung im Jahr 2014 von Michael Verhoeven wurde im Herbst 2014 als SWR-Produktion in der ARD („Film-Mittwoch“) und in Arte ausgestrahlt. Im Volkstheater Rostock hatte im November 2014 eine Theaterbearbeitung Premiere. Unter den Lyrikern wurde Maren Kames 2017 für ihren erstling Halb Taube halb Pfau mit dem Düsseldorfer PoesieDebütPreis 2017 sowie mit dem Anna-Seghers-Preis 2017 ausgezeichnet. Mit ihrem zweiten Band Luna Luna kam sie 2020 auf die Shortlist für den Preis der Leipziger Buchmesse. Der erfolgreichste Titel insgesamt war die 2016 erschienene deutschsprachige Übersetzung von Deborah Feldmans autobiografischer Erzählung Unorthodox, die es unter die Top 5 der Spiegel-Bestsellerliste schaffte. Außerdem ragen unter den nicht-deutschsprachigen Autoren der französische Prix-Goncourt-Preisträger von 2012, Jérôme Ferrari, der ehemalige Chefredakteur der britischen Tageszeitung The Guardian und Träger des Right Livelihood Award (auch „alternativer Nobelpreis“ genannt), Alan Rusbridger, sowie der schwedische Erfolgsautor Lars Gustafsson hervor. Im Jahr 2019 veröffentlichte der Verlag in Zusammenarbeit mit dem Anne Frank Haus in Amsterdam die von Anne Frank selbst zur Veröffentlichung überarbeitete Fassung ihres Tagebuchs als Romanfragment in Briefen unter dem Titel Liebe Kitty erstmals als Einzelband, der es auf Platz 10 der Spiegel-Bestsellerliste für Belletristik brachte.
Gemeinsam mit der Fonte-Stiftung zur Förderung des geisteswissenschaftlichen Nachwuchses gibt der Verlag seit 2019 die Reihe Femmes de Lettres heraus, in der bedeutende, aber vergessene emanzipatorische Texte von Frauen vornehmlich aus dem 17. und 18. Jahrhundert veröffentlicht werden. Als erster Band erschien Torheit und Liebe von 1555 der französischen Autorin Louise Labé in einer Übersetzung von Monika Fahrenbach-Wachendorf.
Im Sommer 2019 sind zudem die drei ersten einer auf 15 Bände angelegten Handlichen Bibliothek der Romantik erschienen, die von sechs deutschen Germanisten herausgegeben wird.
Für das Design des Verlags und seiner Bücher war zunächst die Münchener Firma Kochan & Partner verantwortlich. Seit 2015 werden die Bücher des Verlags von Erik Spiekermann und Ferdinand Ulrich gestaltet.

## Auszeichnungen
- „Newcomer-Verlag des Jahres 2011“ des Schweizer Buchhändler- und Verleger-Verbandes (SBVV)
- Tukan-Preis 2011 für den Roman Adams Fuge von Steven Uhly
- red dot design award 2012, Berliner Type in Gold 2012, Innovationspreis der Deutschen Druckindustrie 2012 sowie Literaturpreis des Kantons Bern 2013, für Sprechendes Wasser von Jürg Halter und Tanikawa Shuntarō
- Prix Goncourt 2012, für Le sermon sur la chute de Rome von Jérôme Ferrari, auf Deutsch bei Secession: Predigt auf den Untergang Roms
- Good Design Award 2015 des Chicago Athenaeum Museum of Architecture and Design, für die Gestaltung des Gedichtbandes minimal von Tanikawa Shuntarō
- Düsseldorfer PoesieDebütPreis 2017[5] für Maren Kames mit Halb Taube halb Pfau
- Anna-Seghers-Preis 2017 für Maren Kames mit Halb Taube halb Pfau
- Anton-Wildgans-Preis 2018 für Sabine Scholl
- Europäischer Buchpreis 2018[6] für Die Gedächtnislosen von Géraldine Schwarz
- Winfried-Preis der Stadt Fulda für Géraldine Schwarz 2019
- Deutscher Verlagspreis[7] 2019 für den Secession Verlag Berlin
- Schweizer Literaturpreis 2020 für Christoph Geiser mit »Verfehlte Orte. Erzählungen«
- Deutscher Verlagspreis 2020 für den Secession Verlag Berlin
- Literaturpreis "Text & Sprache 2020" des Kulturkreises der deutschen Wirtschaft für Maren Kames
- Literaturpreis der Landeshauptstadt Wiesbaden 2020 für Maren Kames
- Secession Verlag Berlin nominiert für den Berliner Verlagspreis 2020
- Großer Berliner Verlagspreis 2021[8]